# Madonna Colonna
Madonna Colonna (em italiano:  Madonna Colonna) é uma pintura religiosa de Rafael Sanzio. O quadro está em exposição no museu de arte Gemäldegalerie, em Berlim.

## História
A obra remonta de 1507/1508, aproximadamente, e é formalmente atribuída a Rafael em finais da sua estadia em Florença. O seu título (Madonna Colonna) deve-se ao facto de ter sido propriedade da família Colonna.
A pintura era propriedade de Salviati e fez parte da coleção da duquesa Maria Colonna Lante della Rovere até 1827 quando foi transferida para o Museu Real de Berlim.

## Composição
De acordo com a iconografia cristã de Madonna leggente, a pintura retrata Maria com um livro na mão e segurando nos braços o Menino Jesus.